# Sérénade sur la glace
Pour plus de détails, voir Fiche technique et Distribution.
Sérénade sur la glace (Breaking the Ice) est un film américain réalisé par Edward F. Cline, sorti en 1938.

## Fiche technique
- Titre : Breaking the Ice
- Réalisation : Edward F. Cline
- Scénario : Mary C. McCall Jr., Manuel Seff, Bernard Schubert, Fritz Falkenstein et Brewster Morse
- Direction artistique : Lewis J. Rachmil
- Photographie : Jack MacKenzie
- Chorégraphie : Dave Gould
- Montage : Arthur Hilton
- Pays de production :  États-Unis
- Langue : Anglais
- Format : Noir et blanc — 35 mm — 1,37:1 — Son : Mono (RCA Victor System)
- Genre : Film dramatique
- Date de sortie :
  - États-Unis : 22 septembre 1938

## Distribution
- Bobby Breen : Tommy Martin
- Charles Ruggles : Samuel Terwilliger
- Dolores Costello : Martha Martin
- Irene Dare : Irene Dare
- Robert Barrat : William Decker
- Dorothy Peterson : Annie Decker
- Billy Gilbert : Mr. Small
- Margaret Hamilton : Mrs. Small
- Charles Murray : Janitor
- Jonathan Hale : Kane
- Spencer Charters : Smith
- Cy Kendall : Judd